# 中漁集團
中漁集團有限公司，簡稱中漁集團（英語：China Fishery Group Limited，SGX：P11、OTCBB：CIFHY
），在2001年由當時太平洋恩利國際控股有限公司和中國水產總公司（中国农业发展集团有限公司旗下公司）出资组建。
主要業務在中国、日韩、欧洲、西非、东南亚等其他國家，經營管理渔船、销售海产及加工鱼产品的综合捕鱼业商。而總部位於香港干諾道西186號香港商業中心33字樓，新加坡方面則位於143 Cecil Street # 11-01 GB Building Singapore 06954X。股份在2006年1月25日於新加坡交易所主板上市。招股價為1.25坡元，發行股份為57,000,000股，集資額為71,250,000坡元。
2013年2月26日太平洋恩利附屬公司中漁集團將最多斥46.8億元收購生產魚粉及魚油的公司COPEINCA ASA， 另外，中漁集團計劃供股集資約22.4億港元。供股後，太平洋恩利的持股量將升至約50.7%。

## 連結
- ChinaFisheryGroup.com（页面存档备份，存于）